# Docosanolo
Il docosanolo, noto anche come alcol behenilico, è un alcool grasso saturo tradizionalmente utilizzato come emolliente, emulsionante e addensante in cosmesi e come integratore alimentare (sia come singola entità che come un componente dei policosanoli). In tempi più recenti docosanolo è stato approvato in Europa dalla European Medicines Agency (EMA) e negli Stati Uniti dalla Food and Drug Administration (FDA) come agente antivirale utile per ridurre la durata dell'herpes labiale causato dal herpes simplex virus di tipo 1 (HSV-1).

## Farmacodinamica
Studi sperimentali eseguiti in vitro hanno evidenziato che docosanolo è attivo contro il herpes simplex virus di tipo 1 e 2 (HSV-1 e HSV-2), citomegalovirus (CMV) e virus varicella-zoster (VZV). Presenta inoltre attività anche contro il virus respiratorio sinciziale (RSV) ed il virus dell'immunodeficienza umana di tipo 1 (HIV-1).

Il composto sembra determinare un'inibizione sulla fase di fusione dell'envelope virale con la membrana plasmatica della cellula infettata, rallentando e talvolta impedendo la successiva infezione e penetrazione di herpes simplex virus in altre cellule ospiti. Di fatto, pur in assenza di un meccanismo d'azione virucida diretta, si assiste quindi ad una inibizione della replicazione virale.
In uno studio del 2001 è stato segnalato che il tempo medio di guarigione nei pazienti trattati con docosanolo era appena superiore a 4 giorni e di circa 18 ore più corto rispetto al tempo di guarigione di soggetti trattati con placebo. Inoltre i soggetti trattati con docosanolo riferivano anche tempi mediamente più brevi nella riduzione del dolore e di molti altri sintomi (prurito, bruciore e formicolio), così come nella guarigione completa delle lesioni classiche, ulcerose o crostose.

## Farmacocinetica
A seguito di applicazione topica sulla cute sana o sulle lesioni da herpes labialis non si determina un apprezzabile assorbimento né significative concentrazioni nella circolazione sistemica. Studi in vitro eseguiti utilizzando pelle di cadaveri hanno messo in evidenza che la penetrazione cutanea dopo l'applicazione topica del prodotto è minima e sembra essere limitata al derma ed allo strato corneale.

## Usi clinici
Il farmaco trova indicazione nel trattamento dell'herpes labiale ricorrente (herpes periorale, febbre del labbro, febbre sorda o febbre a bolle) nei soggetti immunocompetenti. La sicurezza ed efficacia del suo utilizzo nei pazienti immunocompromessi non è stata stabilita.

## Effetti collaterali ed indesiderati
La reazione avversa più spesso riportata in corso di trattamento topico con docosanolo è stata una sensazione di bruciore e pizzicore, lieve e transitoria, nel sito di applicazione. Alcuni soggetti hanno riferito la comparsa di cefalea.
Raramente è possibile che si verifichi la comparsa di lesioni da herpes simplex al di fuori dell'area di trattamento.

## Controindicazioni
Docanosol è controindicato nei soggetti con ipersensibilità nota al principio attivo oppure ad uno qualsiasi degli eccipienti utilizzati nelle diverse forme farmaceutiche.

## Dosi terapeutiche
Nei soggetti adulti alla comparsa dei primi segni o sintomi (formicolio, 'fastidio' prurito ed arrossamento) è consigliata l'applicazione sulla zona cutanea interessata di una quantità di crema sufficiente a coprire adeguatamente le lesioni e l'area sintomatica. Tale applicazione va ripetuta per 5 volte al giorno fino alla completa guarigione e per un massimo 10 giorni.

## Avvertenze
È importante applicare la crema di docosanolo ai primi segni o sintomi di herpes labialis (formicolio, prurito, rossore).
Il farmaco deve essere sospeso se le lesioni non guariscono entro 10 giorni dall'inizio del trattamento, ricordando che entro questo periodo di tempo possono manifestarsi anche infezioni batteriche secondarie.